# Парламентские выборы в Науру (1976)
Парламентские выборы в Науру прошли 18 декабря 1976 года. Все кандидаты были независимыми, так как в Науру не было политических партий. Бернард Довийого был переизбран президентом членами нового парламента.

## Избирательная система
Голосовать могли граждане страны, достигшие 20 лет, за исключением умалишённых и находящихся в местах заключения либо приговорённых за преступления на срок от года и более. Выборы были обязательными.
Выборы проходили в 8 округах, из которых в семи избиралось два депутата, а в одном — 4.

## Результаты
| Партия                             | Голоса | %   | Места |
| ---------------------------------- | ------ | --- | ----- |
| Независимые                        | 1 155  | 100 | 18    |
| Недействительных/пустых бюллетеней | 193    | -   | -     |
| Всего                              | 1 348  | 100 | 18    |
| Источник: IPU                      |        |     |       |